# Stactobia bifurca
Stactobia bifurca är en nattsländeart som beskrevs av Wells 1982. Stactobia bifurca ingår i släktet Stactobia och familjen smånattsländor. Inga underarter finns listade i Catalogue of Life.